# Spencer Tracy
Spencer Bonaventure Tracy (Milwaukee, Wisconsin, 5 de abril de 1900-Los Ángeles, 10 de junio de 1967) fue un actor estadounidense, ganador de dos premios Óscar y un Globo de Oro. A lo largo de su carrera, apareció en 75 películas y se labró una reputación entre sus colegas como uno de los actores más destacados de la gran pantalla. En 1999, el American Film Institute lo clasificó como la novena estrella masculina más importante del cine clásico de Hollywood.
Tracy descubrió por primera vez su talento para la actuación mientras asistía a Ripon College y más tarde recibió una beca para la Academia Estadounidense de Artes Dramáticas. Pasó siete años en el teatro, trabajando en una sucesión de compañías de valores e intermitentemente en Broadway. Su gran avance llegó en 1930, cuando su actuación principal en The Last Mile llamó la atención de Hollywood. Entre sus numerosas películas reconocidas se encuentran San Francisco (1936), Capitanes intrépidos (1937), El padre de la novia (1950), Conspiración de silencio (1955), El viejo y el mar (1958) y El juicio de Nuremberg (1961). 
Su vida personal fue problemática, con una lucha constante contra el alcoholismo severo y la culpa por la sordera de su hijo. Tracy y su esposa Louise se distanciaron en la década de 1930, pero la pareja nunca se divorció. Su relación de 25 años con Katharine Hepburn fue un secreto a voces. Hacia el final de su vida, Tracy trabajó casi exclusivamente para el director Stanley Kramer. Tracy hizo su última película con Kramer, Adivina quién viene a cenar (1967), cuyo rodaje finalizó tan solo 17 días antes de su muerte.

## Biografía

### Primeros años

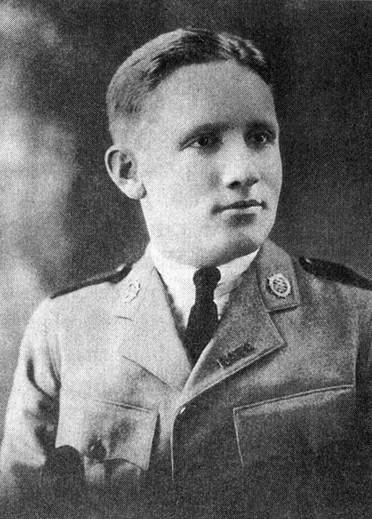
Tracy en la Northwestern Military and Naval Academy, en 1919.

Spencer Bonaventure Tracy nació el 5 de abril de 1900 en Milwaukee, Wisconsin, segundo hijo de un vendedor de camiones y una ama de casa de origen irlandés. Su padre, según relata su hermano mayor Carroll, «era un hombre severo, serio y determinante, y nunca hubo ninguna duda de que nos educaron como católicos. Cuando tuvimos la edad requerida, Spence y yo nos hicimos monaguillos... uno de los mayores deseos de papá era que uno de nosotros fuera sacerdote». El pequeño Spence era un niño conflictivo e hiperactivo y que ponía poca atención en la escuela. A los nueve años, estuvo bajo la tutela de monjas dominicas en un intento de mejorar su conducta. Más adelante, comentó que "nunca habría regresado a la escuela si hubiera existido otra forma de aprender a leer los intertítulos de las películas". Y es que le fascinaba el mundo del cine, viendo una y otra vez las mismas películas y replicando las escenas que había visto con sus amigos y vecinos. Durante su adolescencia, pensó en ser sacerdote católico o médico, pero ni en latín ni en química obtuvo las notas necesarias para optar a alguna de las dos.
En la Marquette Academy conoció al actor Pat O'Brien y juntos abandonaron los estudios para alistarse en la Marina, Tracy contaba 17 años. Soñaba con entrar en combate, pero cuando la Primera Guerra Mundial terminó, Tracy continuaba en una base de la marina estadounidense en Virginia. Decidió retomar sus estudios (para dar esa satisfacción a su padre) y en el Ripon College participó por primera vez en una representación teatral. La experiencia le fascinó.
Tracy fue un estudiante popular en Ripon, donde sirvió como presidente del comedor y estuvo involucrado en multitud de actividades escolares. Allí debutó en junio de 1921, protagonizando la obra The Truth. Dijo que la interpretación se convirtió en una "obsesión con la actuación cuanto más hablada de ello". Junto a algunos amigos formaron una compañía de actuación llamada Campus Players, a la que llevaron de gira. Como miembro del grupo de debate, Tracy también sobresalió en este aspecto y fue durante una gira con el equipo de debate cuando hizo una audición en la American Academy of Dramatic Arts (AADA) en Nueva York. Le ofrecieron una beca para asistir a la escuela después de realizar una escena de uno de sus papeles anteriores.
Tracy dejó Ripon y comenzó las clases en la AADA en abril de 1922. O'Brien también se apuntó allí y ambos compartieron un pequeño apartamento. El dinero era escaso, a menudo vivían de comidas a base de arroz y pretzels y compartían un traje decente entre los dos. Se consideró que Tracy estaba en condiciones de avanzar a clases de último año, lo que le permitió unirse al teatro de la academia. Su debut en Nueva York fue en una obra llamada The Wedding Guests en octubre de 1922. Su debut en Broadway sería tres meses después, haciendo un papel de robot en R.U.R. Se graduó en AADA en marzo de 1923.

## Carrera

### Etapa teatral y Broadway (1923-1930)
Después de su graduación, Tracy se unió a una compañía teatral establecida en White Plains (Nueva York) con papeles secundarios. No era feliz allí y se unió a otra compañía de Cincinnati, pero también permaneció en la sombra. En noviembre de 1923, tuvo un pequeño papel en la obra de Broadway A Royal Fandango, protagonizada por Ethel Barrymore. Las críticas no fueron buenas y el público fue escaso por lo que la obra se canceló después de 25 representaciones. Después de este fracaso Tracy diría: «Mi ego recibió un golpe terrible». Se puso a trabajar en una empresa en dificultades en Nueva Jersey por un sueldo de 35 centavos al día. En enero de 1924, tuvo su primer papel protagonista con una compañía de Winnipeg, pero ésta cerró al cabo de poco tiempo.
Tracy finalmente consiguió algunos éxitos uniendo fuerzas con el notable gestor teatral William H. Wright en la primavera de 1924. Formó una gran asociación con la joven actriz Selena Royle, que ya se había hecho un nombre en Broadway. Se convirtió en un actor teatral popular y sus producciones fueron bien recibidas. En una de ellas, llamó la atención de un productor de Broadway, que le dio el papel principal en su nueva producción. The Sheepman fue eestrenada en octubre de 1925, pero recibió malas críticas y cerró después de su gira por Connecticut. Abatido, Tracy se vio obligado a regresar a Wright y al circuito de promesas.
En 1926, a Tracy se le ofreció un papel en la nueva obra de George M. Cohan, Yellow. Tracy juró que si la obra no era un éxito, dejaría el escenario y trabajaría en un negocio "normal". Estaba nervioso por trabajar con Cohan, uno de los dramaturgos más importantes de la escena en Estados Unidos, pero ya en los ensayos Cohan le dijo: "¡Tracy, eres el mejor actor que he visto en mi vida!" Yellow se estrenó el 21 de septiembre. Las críticas fueron ambivalentes pero se realizaron 135 funciones. Fue el comienzo de una importante colaboración entra Tracy y Cohan. "Habría abandonado el escenario por completo", comentó más tarde, "si no hubiera sido por George M. Cohan." Cohan escribió un papel específicamente para Tracy en su siguiente obra, The Baby Cyclone, que se estrenó en septiembre de 1927 y que fue todo un éxito.

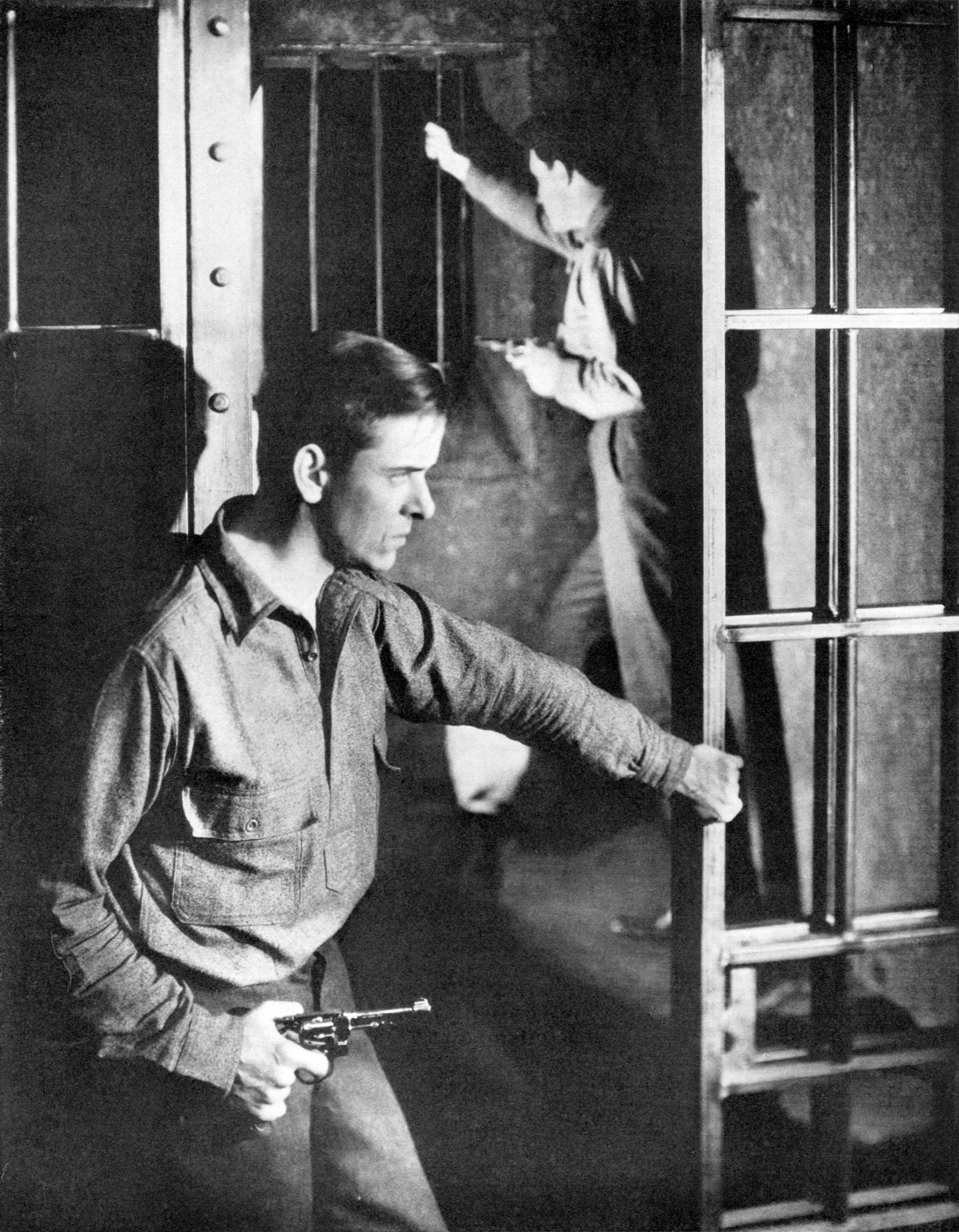
Tracy (al fondo) en la obra The Last Mile – el papel de Broadway que lo catapultó a Hollywood.

Tracy siguió con otro éxito de una obra de Cohan, Whispering Friends, y en 1929 compartió cartel con Clark Gable en el drama Conflict. Le siguieron otros papeles, pero fue la obra Dread, escrita por el dramaturgo Premio Pulitzer Owen Davis el que supuso un auténtico contratiempo. Narra la historia de un hombre que entra en la locura. Dread fue preestrenada en Brooklyn en medio de unas excelentes críticas, pero llegó el crack del 29 y no se estrenó en Broadway. Desalentado, Tracy consideró de nuevo dejar el teatro para volver a su Milwaukee natal para buscar un trabajo más estable.
Pero su suerte cambió en enero de 1930 cuando fue elegido para interpretar una nueva obra llamada The Last Mile. Interpretando el papel principal de un asesino que se encuentra en el corredor de la muerte. El productor Herman Shumlin se reunió con Tracy y luego recordaría que "debajo de la superficie, ahí había un hombre apasionado, violento, sensible y desesperado: no un hombre ordinario. Era el hombre para el papel." The Last Mile se estrenó en Broadway en febrero y, en su estreno, la actuación de Tracy fue despedida con una ovación de pie y el actor tuvo que salir 14 veces a agradecer los aplausos. La revista Commonweal escribió que Tracy representa "uno de nuestros mejores y más versátiles actores jóvenes del momento". La obra fue aclamada por la crítica, y se representó en 289 actuaciones.

### Fox (1930-35)
En 1930, Broadway era la gran mina que el cine iba buscando para sus nuevas películas sonoras. Tracy se presentó a algunos cástines y actuó en dos cortometrajes de Vitaphone  (Taxi Talks y The Hard Guy), pero, por aquel entonces, no se consideraba a sí mismo como un actor de cine: "No tenía ambiciones y era feliz en el escenario", explicó más tarde en una entrevista. Una de las personas que sí que vio The Last Mile fue el director John Ford. Ford quería a Tracy para su papel principal en su siguiente película, un drama carcelario. Su productora, la Fox Film Corporation no lo tenía tan claro, argumentando que no era fotogénico. Pero Ford les convenció de que era la persona adecuada. Río arriba (Up the River) (1930) marcó el debut tanto de Tracy como de Humphrey Bogart en la pantalla. Después de verlo en los visionados previos al estreno, Fox inmediatamente le ofreció un contrato de larga duración. Sabedor de que necesitaba el dinero para su familia (su hijo pequeño era sordo y se estaba recuperando de la polio), Tracy firmó con Fox y se mudó a California. Después de esto, subió a un escenario de teatro tan solo una vez más en su vida. 

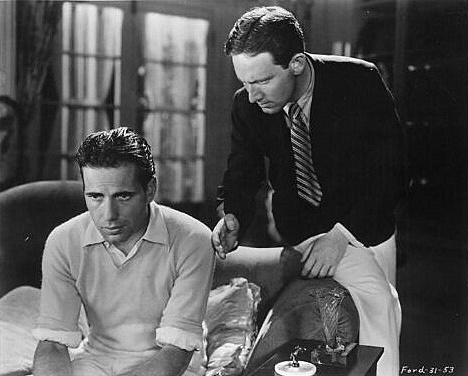
Humphrey Bogart y Tracy en el largometraje Río arriba que supuso el debut en la gran pantalla de ambos actores.

Winfield Sheehan, jefe de Fox, se propuso explotar económicamente a Tracy. El estudio promocionó al actor poniendo en el cartel de su segunda película, Quick Millions (1931) el subtítulo "A New Star Shines". Siguieron tres largometrajes, todos ellos sin mucha repercusión en taquilla. Tracy se vio encasillado en comedias, por lo general interpretando a estafadores. Este encasillamiento se rompió con su séptimo trabajo, Conducta desordenada (Disorderly Conduct ) (1932), que curiosamente fue la primera película desde Río arriba que generó grandes beneficios a la compañía.
A mediados de 1932, después de haber trabajado en nueve películas, Tracy todavía no era un rostro conocido para el gran público. Consideró dejar Fox una vez que su contrato expirase, pero un aumento en su tarifa semanal a 1,500 dólares semanales lo convenció de quedarse. Continuó trabajando en filmes poco memorables como Mi chica y yo (Me and My Gal) (1932) estableciendo un récord histórico de fracaso en taquilla en el Roxy Theatre de Nueva York. Fue prestado a la Warner Bros. para protagonizar Veinte mil años en Sing Sing (20 000 Years in Sing Sing) (1932), un drama carcelario donde compartía cartel con Bette Davis. Tracy tenía la esperanza de que sería su papel destacado, pero a pesar de las buenas críticas, esto no se materializó.

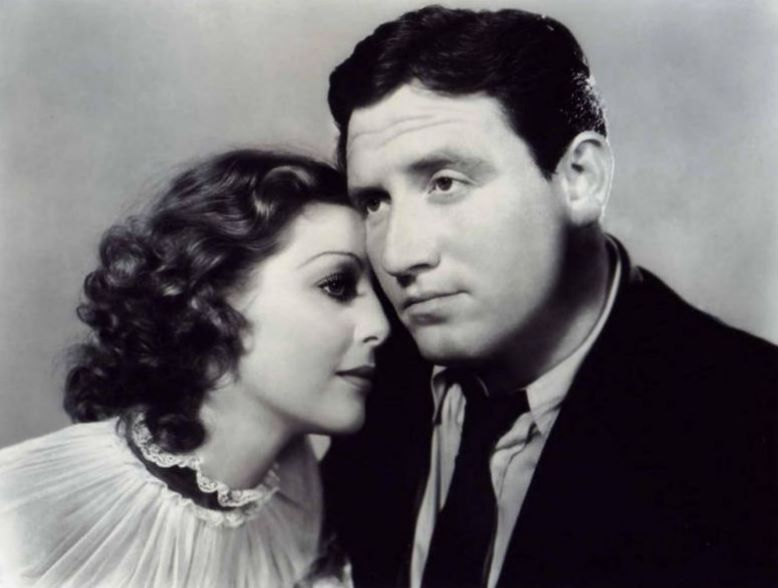
Tracy con Loretta Young en Fueros humanos (1933), actriz con la que tendría un breve romance.

Los críticos empezaron a fijarse en Tracy en Poder y gloria (The Power and the Glory) (1933), la historia del ascenso de un empresario escrita por Preston Sturges. La interpretación de Tracy como magnate ferroviario tuvo excelentes críticas. William Wilkerson de The Hollywood Reporter escribió: "Este excelente intérprete finalmente ha tenido la oportunidad de mostrar una habilidad que había sido encasillada por los roles de gánsteres [... la película] ha presentado al Sr. Tracy como uno de los mejores actores de la pantalla". Mordaunt Hall del The New York Times escribió: "No se ha ofrecido una actuación más convincente en la pantalla que la suplantación de Tom Garner por Spencer Tracy". Shanghai Madness  (1933), mientras tanto, le dio a Tracy un atractivo sexual nunca antes visto y sirvió para mejorar su posición. A pesar de esta atención, las siguientes dos películas de Tracy pasaron desapercibidas. Se esperaba que Fueros humanos (1933) con Loretta Young fuera un éxito, pero solo obtuvo pequeños beneficios. The Show-Off (1934), para la que fue prestado a Metro-Goldwyn-Mayer, resultó relativamente popular.
Tracy comenzó a beber durante sus años con Fox, tanto, que se ganó una reputación como alcohólico. No se presentó a la filmación de Marie Galante en junio de 1934 y fue encontrado en su habitación de hotel, inconsciente después de dos semanas de excesos. Tracy fue retirado de la nómina de Fox mientras se recuperaba en un hospital, y luego demandado por 125 000 dólares por retrasar la producción. Solo hizo dos películas más para el estudio.
Los detalles de cómo Tracy y la Fox acabaron continúan siendo poco claras. Más tarde en la vida, Tracy sostuvo que fue despedido por su comportamiento ebrio, pero los registros de Fox no respaldan dicha versión. Todavía estaba bajo contrato con el estudio cuando MGM expresó su interés en el actor. Necesitaban una nueva estrella masculina y se pusieron en contacto con Tracy el 2 de abril de 1935, ofreciéndole un contrato por siete años. Esa tarde, el contrato entre Tracy y Fox se rescindió "de mutuo acuerdo". Tracy había hecho un total de 25 películas en cinco años para la Fox Film Corporation, muchas de ellas fracasos de taquilla.

### Metro-Goldwyn-Mayer (1935-1955)

#### La época del éxito

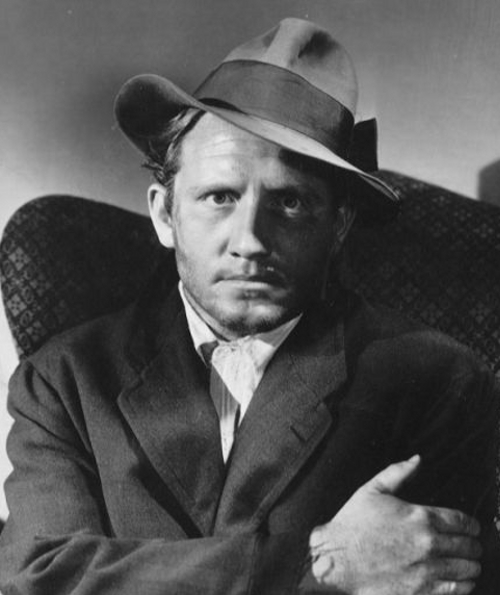
Tracy en Furia de Fritz Lang (1936), su primer éxito mundial.

En 1935 firma con la Metro-Goldwyn-Mayer un contrato en exclusiva. Cuando Tracy llegó allí, era prácticamente un desconocido. Su biógrafo James Curtis escribe: "Tracy fue apenas un advenedizo en el barómetro de la taquilla en 1935, un favorito de los críticos y poco más". Sin embargo, era bien conocido por ser un alborotador. El productor Irving Thalberg estaba entusiasmado con trabajar con él y comentó a la periodista Louella Parsons: "Spencer Tracy se convertirá en una de las estrellas más valiosas de la MGM."
Curtis comenta que el estudio intentó tratarlo con mimo, un cambio viniendo de la apatía que había conocido mientras estaba en Fox, y que fue como "una inyección de adrenalina" para el actor. Su primer filme bajo el nuevo contrato se produjo rápidamente: La voz que acusa (The Murder Man) (1935), donde también incluía el debut de James Stewart. Thalberg comenzó una estrategia de emparejar a Tracy con las grandes estrellas del estudio: Jaque al rey (Whipsaw) (1935) junto a Myrna Loy y que tuvo una excelente acogida, y Flor de arrabal (Riff raff) (1936) con Jean Harlow. Ambos largometrajes, sin embargo, estaban diseñados para las actrices, por lo que Tracy continuaba estando en un segundo plano.
Furia (1936) fue la primera película donde se demostró que Tracy podía ser un éxito de taquilla por sí solo. Dirigida por Fritz Lang, Tracy interpreta a un hombre que busca venganza después de escapar de un grupo de linchamiento. Tanto la película como su interpretación recibió excelentes críticas y aportó beneficios de un 1 300 000 dólares en todo el mundo. Curtis escribe: "el público que, apenas un año antes, no tenía claro cómo entenderlo, de repente estaba volviéndose a verlo. Fue una transición que fue nada menos que milagrosa ... [y mostró] una voluntad por parte del público a abrazar a un protagonista que no era ni guapo ni más grande que la vida."
A Furia le siguió un mes después otro éxito de taquilla, San Francisco (1936). Tracy interpretó un papel secundario a la sombra de Clark Gable, permitiendo que el público lo viese con la mejor estrella masculina de Hollywood. Haciendo el papel de sacerdote, Tracy sintió una gran responsabilidad al representar a la iglesia. A pesar de aparecer tan solo 17 minutos en pantalla, fue ampliamente alabado hasta el punto de recibir su primera nominación a los Óscar en la categoría de mejor actor de reparto. San Francisco se convirtió en el gran éxito de taquilla de 1936.[cita requerida] Donald Deschner, en su libro sobre Tracy, atribuye a "Furia" y "San Francisco" las "dos películas que cambiaron su carrera y le otorgaron el estatus de estrella importante".
En este punto, Tracy entró en un periodo de sobriedad interpretativa y MGM expresó su satisfacción por el profesionalismo de Tracy. Su reputación continuó creciendo con Una mujer difamada (Libeled Lady) (1936), una screwball comedy en la que compartía reparto con William Powell, Loy y Harlow. Según Curtis, "Powell, Harlow y Loy estaban entre los mayores atractivos de la industria, y la facturación equitativa en una empresa tan poderosa solo podría servir para mejorar la posición de Tracy". Libeled Lady fue su tercer trabajo en un espacio de seis meses.

#### Llegan los Óscar
Tracy apareció en cuatro filmes en 1937. They Gave Him a Gun un drama criminal, pasó casi desapercibida, pero Capitanes intrépidos (Captains Courageous) fue uno de los mayores éxitos del año. Tracy encarnaba a un pescador portugués en esta película de aventuras, basada en la novela de Rudyard Kipling. A Tracy le costó bastante intentar imitar el acento extranjero, pero este personaje encandiló a los espectadores y Tracy consiguió su primer Oscar al mejor actor. A Capitanes intrépidos le siguió Big City con Luise Rainer y Maniquí (Mannequin) con Joan Crawford, esta última tuvo una buena aceptación en taquilla. Con unos cuantos éxitos en dos años y con el reconocimiento de la industria, Tracy se convirtió en una auténtica estrella. Ya en la lista de 1937 para encontrar al "Rey y la Reina de Hollywood", Tracy figuraba en el sexto puesto. Tracy se reunió con Gable y Loy en Piloto de pruebas (1938), que fue otro éxito de público y crítica, cimentando permanentemente la noción de Gable y Tracy como un equipo.

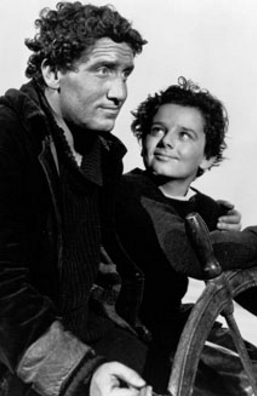
Tracy y Freddie Bartholomew en Capitanes intrépidos (1937).

En respuesta a la buena respuesta de sacerdote en San Francisco, MGM lo volvió a escoger como religioso para Forja de hombres (Boys Town ) (1938). Encarnando a Edward J. Flanagan, un sacerdote católico y fundador de la Ciudad de los Muchachos, fue un papel que Tracy se tomó muy en serio: "Estoy tan ansioso por hacer un buen trabajo como el padre Flanagan que me preocupa, me mantiene despierto por la noche". Tracy recibió una buena acogida y el filme recogió 4 millones de dólares en todo el mundo. Por segundo año consecutivo, Tracy recibió el Óscar a la Academia al Mejor Actor. Se mostró humilde sobre el reconocimiento y dijo en su discurso de aceptación: "Honestamente, no siento que pueda aceptar este premio; ... puedo aceptarlo sólo como estaba destinado a ser para un gran hombre: el padre Flanagan". Aunque recibió el Oscar, Tracy envió esta segunda estatuilla al mismo Flanagan. Tracy se posicionó en el quinto actor más taquillero de 1938.
Tracy estuvo ausente de las pantallas durante casi un año antes de regresar a Fox en calidad de préstamo y aparecer como Henry M. Stanley en "Stanley y Livingstone" (1939) con Nancy Kelly. Curtis sostiene que la falta de visibilidad de Tracy no favoreció la aceptación ante el público. En octubre de 1939, la revista Fortune puso a Tracy en cabeza de la lista de los actores favoritos.

#### Estrella en el tiempo
MGM capitalizó la popularidad de Tracy introduciéndole en cuatro películas en 1940. La primera de ellas Esta mujer es mía (I Take This Woman) con Hedy Lamarr fue un fracaso comercial, pero la épica histórica Paso al noroeste (Northwest Passage)—la primera película de Tracy en Technicolor— fue muy popular. Posteriormente, encarnó a Thomas Alva Edison en Edison, el hombre (Edison, the Man). A Howard Barnes del New York Herald Tribune no le gustó la historia, pero escribió que Tracy, "por pura persuasión de su actuación", hacía que la película fuera digna. Fruto dorado (Boom Town) fue el tercer y último trabajo del dúo Gable-Tracy, donde compartían cartel con Claudette Colbert y Hedy Lamarr, convirtiéndola en una de las películas más esperadas del año.
Tracy firmó un nuevo contrato con MGM en abril de 1941, en el que pasaba a cobrar 5.000 dólares a la semana y le permitía limitarse a rodar tres películas al año (Tracy había expresado previamente la necesidad de reducir su carga de trabajo). El contrato también establecía por primera vez que su nómina sería "la de una estrella". Contrariamente a la creencia popular, el contrato no incluía una cláusula en la que recibía un caché superior, pero a partir de este momento, todas las películas en las que apareció Tracy mostraban su nombre en primer lugar.
Tracy volvió a encarnar al Padre Flanagan en la secuela La ciudad de los muchachos (Men of Boys Town) (1941). A ésta le siguió su única incursión en el género del terror, una adaptación del Dr. Jekyll y Mr. Hyde junto a Ingrid Bergman y Lana Turner. Tracy no estaba contento con la película porque no le gustaba el espeso maquillaje que necesitaba para interpretar a Hyde. La crítica se dividió al respecto sobre la película pero funcionó bien en taquilla recaudando dos millones.

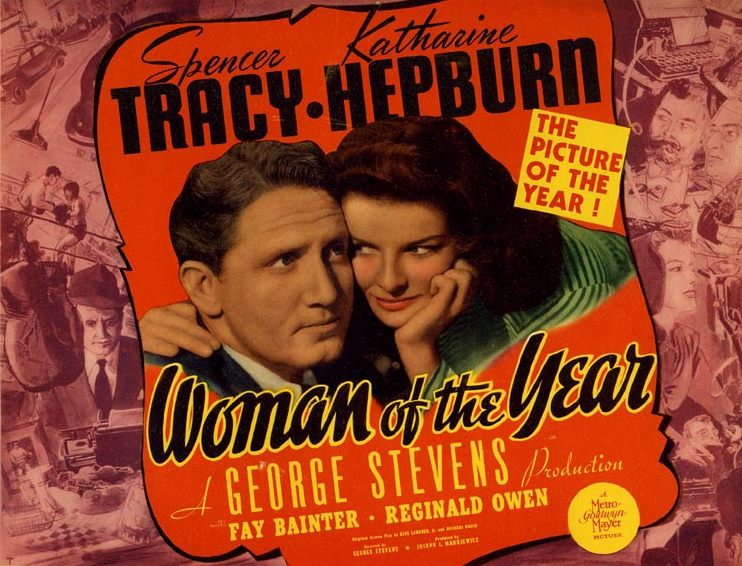
Cartel de La mujer del año (1942), la primera de las nueve películas en las que trabajó con Katharine Hepburn.

Tracy fue elegido para protagonizar la versión cinematografía de The Yearling en 1942, pero algunos problemas en la programación y el mal tiempo de la localización donde se iba  rodar, obligaron a la MGM a abandonar el proyecto. Con esta cancelación, Tracy estaba disponible para ser la pareja de la nueva película de Katharine Hepburn, La mujer del año (1942). Hepburn admiraba mucho a Tracy, llamándolo "el mejor actor de cine que había" y ya lo había querido en Historias de Filadelfia (1940). La comedia fue bien recibida tanto por crítica como por público. William Boehnel escribió para el New York World-Telegram, "Para empezar, tiene a Katharine Hepburn y Spencer Tracy en los papeles principales. Esto en sí mismo sería suficiente para hacer que cualquier película sea memorable. Pero cuando consigues que Tracy y Hepburn realicen actuaciones brillantes, tienes más cosas por las que celebrarlo."
A La mujer del año le siguió una adaptación de una obra de John Steinbeck La vida es así (Tortilla Flat) (1942) que tuvo una tibia recepción. MGM decidió volver a reunir a la pareja Tracy-Hepburn y lo hicieron en el filme de misterio La llama sagrada (Keeper of the Flame) (1942). A pesar de las críticas negativas comparándola con Woman of the Year, se afianzó aún más la química de la pareja para futuros proyectos.
Los siguientes proyectos de Tracy tuvieron una temática bélica. Dos en el cielo (A Guy Named Joe) (1943) con Irene Dunne sobrepasó a San Francisco en éxito de taquilla. La séptima cruz (The Seventh Cross) (1944), un filme de suspense sobre la fuga de un campo de concentración nazi, fue aplaudida por la crítica. A esta le siguió el filme sobre aviación Treinta segundos sobre Tokyo (1944). Sobre la base de estos tres lanzamientos, la encuesta anual "Encuesta de Quigley" reveló que Tracy era la estrella más importante de la MGM en 1944, Su única película en 1945 fue la tercera con Hepburn, Sin amor (Without Love), una comedia romántica ligera que tuvo una buena respuesta en la taquilla a pesar del silencio de los críticos.

#### Teatro y cine

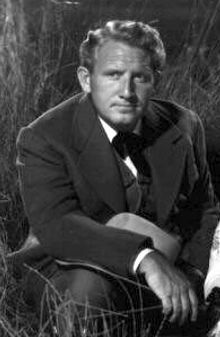
Mar de hierba (1947).

En 1945, Tracy volvió al teatro por primera vez en 15 años. Había pasado personalmente por una etapa oscura, que culminó con un paso por el hospital, y Hepburn sintió que una obra lo ayudaría a recuperar la concentración. Tracy dijo a un periodista en abril, "Volveré a Broadway para ver si puedo seguir actuando." La obra era The Rugged Path de Robert E. Sherwood. La premier fue en Providence el 28 de septiembre, con todas las localidades vendidas y una respuesta tibia. Fue una producción difícil. El director Garson Kanin escribió posteriormente: "En los diez días previos a la apertura de Nueva York, todas las relaciones importantes se habían deteriorado. Spencer estaba tenso e inflexible, no podía, o no quería, tomar la dirección". Tracy consideró dejar la obra antes de que se estrenase en Broadway, y duró allí solo seis semanas antes de anunciar su intención de cerrar el espectáculo. La obra se cerró el 19 de enero de 1946, después de 81 funciones. Tracy explicó posteriormente a un amigo: "No podía decir esas malditas líneas una y otra y otra vez todas las noches ... Al menos cada día es un nuevo día para mí en las películas."
Tracy no participó en ninguna película en 1946, el primer año desde su debut que ocurrió semejante cosa. Su siguiente filme fue Mar de hierba (The Sea of Grass) (1947) un melodrama ambientado en el Viejo Oeste junto a Hepburn. De manera similar a Keeper of the Flame y Without Love, obtuvo una tibia respuesta de los críticos pero eso no impidió que fuera un éxito taquillero tanto en casa como en el extranjero. Siguió a este proyecto Dos edades del amor (Cass Timberlane), en el que interpreta a un juez. Fue otro éxito comercial pero Curtis anota que su compañera en el reparto Lana Turner ensombreció a Tracy en muchas de las críticas.
El quinto filme junto a Hepburn, fue el drama político de Frank Capra El estado de la Unión (State of the Union), estrenado en 1948. Tracy interpretaba a un candidato a Presidente, que fue recibido calurosamente. A ella le siguió Edward, mi hijo (Edward, My Son) (1949) con Deborah Kerr. A Tracy no le gustó el papel y le dijo al director George Cukor, "Es bastante desconcertante para mí descubrir la facilidad con la que toco un tacón". Después del estreno, The New Yorker escribió que "desesperante mala interpretación del Sr. Tracy". La respuesta en taquilla fue igual que las críticas y fue uno de los grandes fracasos de la MGM de ese año.
Tracy acabó la década de los 40 con Malaca (1949), una película de aventuras junto a James Stewart, y La costilla de Adán (Adam's Rib) (también de 1949), una comedia con Tracy y Hepburn interpretando a dos abogados casados que se enfrentan en un caso en el juzgado. Los amigos de Tracy y Hepburn, Garson Kanin y Ruth Gordon, escribieron los personajes específicamente para los dos protagonistas. La película recibió increíbles críticas y se convirtió en la película de Tracy-Hepburn más taquillera hasta la fecha. El crítico de cine Bosley Crowther escribió: "El Sr. Tracy y la Srta. Hepburn son los artistas estelares en este programa y es una delicia ver su perfecta compatibilidad en las travesuras cómicas".

#### Últimos años con la MGM

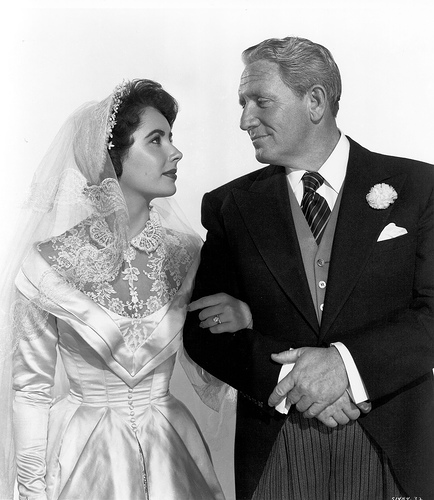
Tracy y Elizabeth Taylor en la imagen promocional de El padre de la novia (1950).

Tracy recibió su primera nominación al Óscar después de 12 años por su papel de Stanley Banks en El padre de la novia (1950). En esta comedia, Banks intenta poner trabas a los preparativos de boda de su hija (Elizabeth Taylor). "Es la segunda comedia consecutiva para Spencer Tracy, haciendo el papel principal, y lo califica", comentó Variety. El filme volvió a ser un éxito en la carrera de Tracy, recaudando seis millones en todo el mundo. MGM quería una secuela pero Tracy, aunque no lo veía claro, aceptó. El padre es abuelo (Father's Little Dividend) (1951) fue estrenada meses después y también funcionó en la taquilla. Gracias a estas dos películas, Tracy volvió a ser una de las principales estrellas del país.
Tracy encarnó a un abogado en El caso O'Hara (The People Against O'Hara) (1951) y repitió con Hepburn en la comedia deportiva La impetuosa (Pat and Mike) (1952), el segundo largometraje escrito expresamente para ellos por Kanin y Gordon. Pat and Mike se convirtió en una de las películas más populares y aclamadas por la crítica del dúo. Tracy siguió trabajando con La aventura de Plymouth (Plymouth Adventure) (también en 1952), un drama histórico bastante aburrido a bordo del Mayflower, con Gene Tierney como compañera de reparto. Tuvo una mala respuesta de crítica y taquilla y registró una pérdida de 1.8 millones para MGM. Tracy volvió al papel de un padre preocupado en La actriz (1953). El productor Lawrence Weingarten recordó: "Esa película ... obtuvo más [elogios] de los críticos que cualquier película que haya hecho en todos estos años, pero no ganamos lo suficiente para pagar ni a los acomodadores del teatro. Por su actuación en La actriz, Tracy ganó un Premio Globo de Oro y recibió una nominación para el Premio de la Academia Británica de Cine.
MGM prestó a Tracy a la Fox para interpretar el western Flecha rota (Broken Lance), su único trabajo en 1954. En 1955, Tracy se negó a ponerse a las órdenes de William Wyler con Horas desesperadas (The Desperate Hours) porque se negó a trabajar con Humphrey Bogart. En cambio, Tracy apareció como un manco que se enfrenta a la hostilidad de un pequeño pueblo del desierto en Conspiración de silencio (Bad Day at Black Rock) (1955), una película dirigida por John Sturges. Por su trabajo, Tracy recibió su quinta nominación al Oscar y fue galardonado con el Premio al Mejor Actor en el Festival de Cine de Cannes.
Tracy personalmente no estaba contento con la imagen y amenazó con irse durante la producción. Este comportamiento se convirtió en una constante en Tracy, que se estaba labrando una actitud letárgica y cínica. De hecho, comenzó la producción de La ley de la horca (Tribute to a Bad Man) en el verano de 1955, pero se retiró cuando afirmó que el lugar de rodaje en las montañas Colorado le provocaba mal de altura y fue sustituido por James Cagney. Los problemas causados por esta actitud provocaron la ruptura de Tracy con MGM. En junio de 1955, era una de las dos últimas estrellas restantes de los años más gloriosos del estudio (el otro era Robert Taylor), pero con su contrato pendiente de renovación, Tracy optó por trabajar como autónomo por primera vez en su carrera cinematográfica.

#### Actor independiente (1956–67)
Su primer trabajo después de dejar MGM fue La montaña siniestra (The Mountain) (1956) con Robert Wagner, que interpretó a su hermano mucho menor (Wagner había interpretado anteriormente a su hijo en Broken Lance). La filmación en los Alpes franceses resultó una experiencia difícil y Tracy amenazó con abandonar el proyecto. A pesar de eso, su interpretación le valió una nominación de los Premios BAFTA al mejor actor extranjero. Posteriormente, Tracy y Hepburn protagonizaron su octava película juntos con la comedia Su otra esposa (Desk Set) (1957), De nuevo, a Tracy hubo que retenerlo en el rodaje porque se quería marchar y, quizás como respuesta, el filme tuvo una fría acogida.

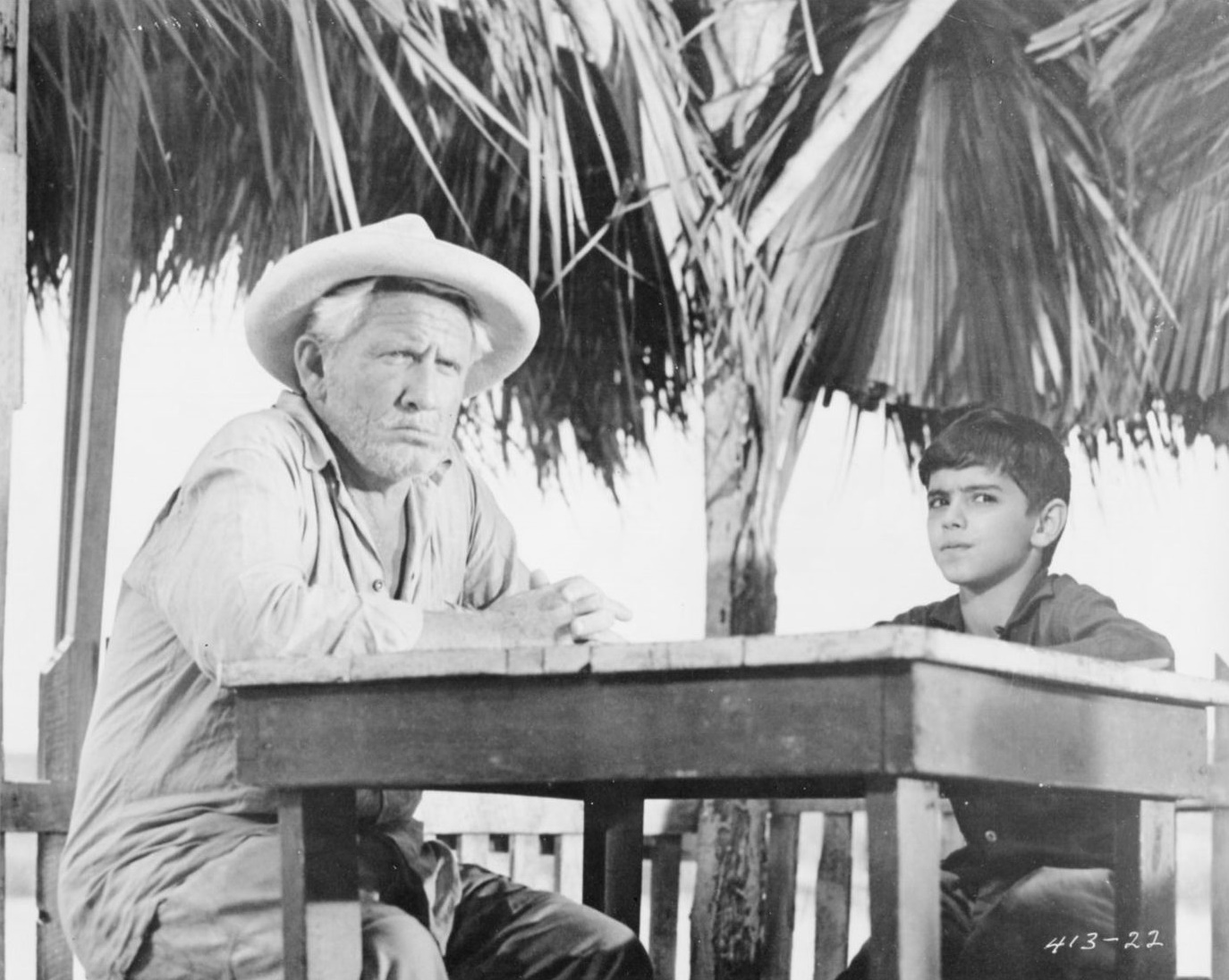
Fotograma de la película El viejo y el mar (1958).

Tracy apareció entonces en El viejo y el mar (1958), un proyecto que se desarrolló a lo largo de cinco años. Como adaptación de la novela homónima de Ernest Hemingway, el agente del escritor, Leland Hayward, había escrito al autor en estos términos: "De todas las personas de Hollywood, la que más se acerca al personaje en calidad, personalidad y voz, dignidad personal y capacidad, es Spencer Tracy". Tracy estuvo encantado cuando se le ofreció el papel. Le dijeron que perdiera algo de peso antes de que comenzara el rodaje, pero no pudo hacerlo. Por lo tanto, Hemingway informó que Tracy era una "terrible responsabilidad para la película" y a la estrella le fue asegurado que estaba siendo fotografiada cuidadosamente para disfrazar su problema de peso. Apareciendo solo en la pantalla durante la mayor parte de la película, Tracy consideró El viejo y el mar su papel más difícil que jamás hubiera interpretado. Al revisar la actuación, Jack Moffitt de The Hollywood Reporter dijo que era "tan íntima y reveladora de la experiencia humana universal que, para mí, casi trascendió la actuación y se convirtió en realidad". Tracy recibió nominaciones a los premios Oscar y BAFTA por este trabajo.
Después de abandonar dos proyectos (el primer proyecto es la adaptación de El ángel azul con Marilyn Monroe, y el segundo Ten North Frederick), su siguiente trabajo fue El último hurra (1958). Tracy se reunía con el director que le ofreció el debut, John Ford, después de 28 años y con su amigo Pat O'Brien. Tracy tardó un año en comprometerse con el proyecto, en el que interpretó a un alcalde irlandés-estadounidense que buscaba la reelección. El filme fue valorado por la crítica pero tuvo poco atractivo para la taquilla. A finales de 1958, el National Board of Review nombró a Tracy el mejor actor de año. Sin embargo, el actor comenzaba a reflexionar sobre la jubilación, y Curtis escribió que estaba "crónicamente cansado, infeliz, enfermo y desinteresado en el trabajo".

#### Socio de Stanley Kramer

La herencia del viento (1960), el primero de los cuatro largometrajes que haría con Stanley Kramer.

Tracy no volvería a la pantalla hasta el estreno de La herencia del viento (1960), un filme basado en el Juicio de Scopes donde se debatió el derecho a enseñar la teoría de la evolución en las escuelas. El director Stanley Kramer pensó en Tracy para interpretar el papel de abogado Henry Drummond (basado en Clarence Darrow). Su contrario sería Fredric March, una pareja que la revista "Variety" describiría como "un golpe de genio del casting ... Ambos hombres son hechiceros en el sentido más elogioso de la palabra." El filme daría a Tracy una de sus interpretaciones más potentes, que le valió otra nominación al Oscar y un premio BAFTA y un Globo de Oro.
En El diablo a las cuatro (The Devil at 4 O'Clock) (1961), Tracy se introducía en el género del cine de catástrofes interpretando a un sacerdote por cuarta vez en su carrera. Su compañero de reparto, Frank Sinatra, cedió parte de su salario para permitir que Tracy estuviera en el proyecto. Continuando con su patrón de indecisión, Tracy se retiró brevemente de la producción antes de volver a comprometerse. Los críticos se mostraron poco entusiastas con la película, a pesar de que fue el éxito de taquilla más rotundo de Tracy desde El padre de la novia.
La herencia del viento comenzó una colaboración duradera entre Stanley Kramer y Tracy. El director contó con Tracy en tres películas.  ¿Vencedores o vencidos?, estrenada a finales de 1961, fue su segundo largometraje juntos. La película describe el "Juicio de los jueces", el juicio de los jueces nazis por su papel en el Holocausto. Abby Mann escribió el papel del juez Haywood pensando en Tracy; Tracy dijo que era el mejor guion que había leído nunca. Al final de la película, Tracy pronunciaba un discurso de 13 minutos. Lo grabó en una sola toma y recibió un aplauso del elenco y del equipo. Al ver la película, Mann le escribió a Tracy: "Todo escritor debería tener la experiencia de tener a Spencer Tracy haciendo sus líneas. No hay nada en el mundo que se le parezca". La película recibió críticas positivas y una gran audiencia y Tracy recibió su octava nominación al Oscar por su actuación.

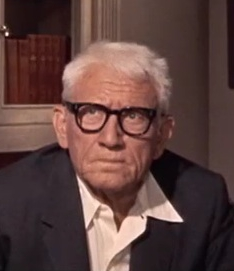
En Adivina quién viene esta noche (1967). Tracy moriría 17 días después de terminar el rodaje.

Tracy descartó dos proyectos en Larga jornada hacia la noche (1962) y El gatopardo (1963), y decidió apuntarse al gran elenco de la MGM en La conquista del Oeste (1962). Pudo grabar la pista de narración de la película. Tracy estaba muy enfermo y cada trabajo se convirtió en un desafío. En 1962, asumió el papel del capitán TG Culpeper en la comedia de Kramer El mundo está loco, loco, loco (1963), un papel pequeño pero clave que pudo completar en nueve días. A pesar de su breve intervención, Tracy encabezaba el reparto y se convirtió en el gran éxito taquillero del año. Como su salud empeoraba, tuvo que cancelar proyectos con los que se había comprometido como El gran combate (1964) y El rey del juego (1965). Aunque las ofertas continuaban llegando, Tracy no volvería a ponerse ante las cámaras hasta 1967 para volver a ser dirigido por Kramer en Adivina quién viene esta noche (1967), su novena y última película con Hepburn.
Adivina quien viene esta noche explora el tema del matrimonio interracial, con Tracy interpretando a un editor de periódicos de mentalidad liberal cuyos valores son desafiados cuando su hija desea casarse con un hombre negro, interpretado por Sidney Poitier. Tracy parecía feliz de trabajar nuevamente, pero les dijo a los periodistas que visitaban el set que la película sería la última porque se retiraría definitivamente después de filmar debido a sus problemas de salud. Antes de comenzar a rodar, Tracy tuvo que ser asegurado por una alta prima de 71 000 dólares si moría durante la filmación. Hepburn y Kramer pusieron sus salarios en fideicomiso hasta que Tracy acabara sus escenas. Con una salud muy delicada, Tracy solo podía trabajar dos o tres horas al día. Su última escena la filmaría el 24 de mayo de 1967 y moriría 17 días después, de un ataque al corazón.
La película se estrenó en diciembre de 1967 y, aunque las críticas fueron variadas, Curtis señala que "la actuación de Tracy fue objeto de elogios por casi todos". Brendan Gill del The New Yorker escribió que Tracy hizo "una interpretación impecable y, dadas las circunstancias, desgarradora". La película se convirtió en la película más taquillera de Tracy. Recibió numerosas nominaciones póstumas como el Oscar al mejor actor, el Globo de Oro y el premio BAFTA al mejor actor.

## Vida personal
Tracy siempre tuvo una personalidad compleja: duro, seco, apasionado, alcohólico y parco en palabras, prefiriendo la infidelidad al divorcio. Casado desde 1923 hasta su muerte en 1967 con Louise Treadwell, de la que tuvo dos hijos. Su hijo, John Ten Broeck Tracy, nació en junio de 1924. Cuando tenía 10 meses, Louise descubrió que el niño era sordo pero no le dijo nada a Tracy hasta tres meses después. Tracy quedó devastado por la noticia y siempre se sintió culpable por ello, como una consecuencia de sus propios pecados. Como resultado, Tracy siempre mantuvo cierta distancia con su hijo discapacitado, y su familia respecto a él.
Tracy abandonó a su familia en 1933, y él y Louise comenzaron una separación aireada en la prensa, aunque anunciaron que continuaban siendo amigos y que no se divorciarían. Desde septiembre de 1933 a junio de 1934, Tracy tuvo un romance público con Loretta Young, su compañera en Fueros humanos. Se reconcilió con Louise en 1935. Después de eso, nunca hubo una separación oficial entre Tracy y su mujer pero el matrimonio continuó con problemas. Tracy estuvo viviendo en hoteles en la década de 1940, haciendo vidas separadas. Se lo relacionó con numerosos romances extramatrimoniales; entre sus amantes estuvieron sus compañeras de rodaje Joan Crawford en 1937 e Ingrid Bergman en 1941.

### Katharine Hepburn

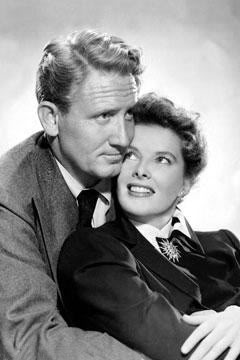
La relación entre Tracy y Katharine Hepburn comenzó en 1941 hasta su muerte. Imagen promocional de Without Love (1945).

En el rodaje de La mujer del año en septiembre de 1941, Tracy comenzó una relación con Katharine Hepburn. La actriz lo veneraba, y la relación secreta duró hasta la muerte de Tracy 26 años después.
Los magnates de MGM intentaban por todos los medios proteger a sus estrellas de la polémica, y Tracy deseaba ocultar su relación con Hepburn a su esposa, así que no aparecían juntos en actos públicos. La pareja no convivió hasta los años finales de Tracy, cuando compartieron una cabaña en la finca de George Cukor en Beverly Hills. En Hollywood, de todas maneras, la relación era un secreto a voces. Angela Lansbury, que trabajó con ambos en El Estado de la Unión, dijo posteriormente: "Todos lo sabíamos, pero nadie dijo nada. En aquellos días no se discutía". Tracy no solía expresar sus emociones en público, pero su amiga Betsy Drake creía que "dependía completamente de Hepburn". La infidelidad de Tracy continuó aparentemente y se tiene constancia de un romance con Gene Tierney durante el rodaje de Plymouth Adventure en 1952.
A pesar de su distanciamiento, ni Tracy ni su mujer pensaron en divorciarse. Tracy dijo a Joan Fontaine: "Puedo divorciarme cuando quiera, pero a mi esposa y a Kate les gustan las cosas tal como están". Hepburn no interfirió y nunca luchó por el matrimonio.

## Personalidad
Tracy era un católico declarado, pero su prima, Jane Feely, dijo que no seguía devotamente la religión: "tampoco era un católico practicante. Yo lo llamaría un católico espiritual". Garson Kanin, un amigo de Tracy durante 25 años, lo describió como "un auténtico creyente" que respetaba la religión. En varios periodos de su vida, Tracy atendía a los medios regularmente. Tracy no creía que los actores tuvieran que hacer públicas sus ideas políticas, pero en 1940 prestó su nombre al comité "Hollywood para Roosevelt" y se identificó personalmente por los demócratas.
Tracy tuvo problemas con la bebida durante toda su vida adulta, un problema que ya corría en la familia de su padre. En lugar de ser un bebedor constante, como se pensaba comúnmente, era propenso a períodos intermitentes de borracheras. Loretta Young remarcaba que Tracy era "horrible" cuando bebía y fue arrestado en un par de ocasiones por su conducta cuando estaba ebrio. Por su mala reacción con el alcohol, Tracy se embarcaba regularmente en períodos prolongados de sobriedad y desarrollaba una rutina de todo o nada. Hepburn comentó que podía dejar la bebida durante "meses e incluso años" antes de volver a caer sin previo aviso.
Tracy era propenso también a sufrir episodios de depresión y ansiedad: la Sra. Tracy lo describió con "la disposición más volátil que he visto en mi vida: en las nubes en un minuto y en las profundidades en el siguiente. Y cuando caía bajo, caía muy, muy bajo ". tuvo episodios de insomnio durante toda su vida. Como resultado, Tracy se convirtió en dependiente de los barbitúricos para dormir y de la dexedrina para actuar. Hepburn, que adoptó también el papel de enfermera de Tracy, nunca entendió la constante infelicidad de su compañero. Escribió en su autobiografía: "¿Qué era?... Nunca estaba en paz... agarrotado por una especie de culpabilidad. Alguna desgracia terrible."

## Fallecimiento
Su vida adulta de alcoholismo, fumar cigarrillos, tomar pastillas y tener sobrepeso lo dejaron en mal estado de salud cuando llegó a los 60 años. El 21 de julio de 1963, Tracy fue hospitalizado después de un severo ataque de disnea. Los doctores dictaminaron que sufría un edema pulmonar, donde el líquido se acumulaba en los pulmones debido a la incapacidad del corazón para bombear correctamente. A la prensa, tan solo manifestaron que tenía la presión sanguínea alta. A partir de ese momento, Tracy se mantuvo muy débil y Hepburn se mudó a su casa para brindarle atención constante. En enero de 1965, se le diagnosticó una enfermedad cardíaca hipertensiva y comenzó el tratamiento de una hasta entonces no diagnosticada diabetes de Tipo II. Tracy casi falleció en septiembre de 1965 y estuvo hospitalizado por una prostatectomia que provocó que le fallaran los riñones, pasando la noche en coma. Su recuperación al día siguiente fue descrita por los doctores como una "especie de milagro".
Tracy se mudó los dos años restantes a casa de Hepburn y se dedicó a una vida sin sobresaltos: leer, pintar y escuchar música. El 10 de junio de 1967, 17 días después de haber acabado el rodaje de Adivina quién viene esta noche, Tracy se levantó a las tres de la madrugada para hacerse una taza de té en su apartamento de Beverly Hills. Hepburn describió en su autobiografía cómo ella lo siguió hasta la cocina: "Justo cuando estaba a punto de dar un empujón [a la puerta], se escuchó el sonido de una taza al estrellarse contra el suelo, luego un gruñido, un gruñido fuerte." Entró en la habitación para encontrarlo muerto por un infarto de miocardio. Hepburn recordó: "Parecía tan feliz de haber terminado con la vida, que a pesar de todos sus logros había sido una carga espantosa para él". El publicista de MGM Howard Strickling dijo a los medios que Tracy estaba solo cuando murió y fue encontrado por su ama de llaves.
Tracy fue enterrado en el Forest Lawn Memorial Park de Glendale (California) en compañía de su esposa, Louise y de su hijo John. Por respeto a su esposa y su familia, Katharine Hepburn no acudió al funeral, que fue oficiado por monseñor John O'Donnell en la Iglesia del Inmaculado Corazón de María, en Hollywood.

## Reputación y estilo interpretativo

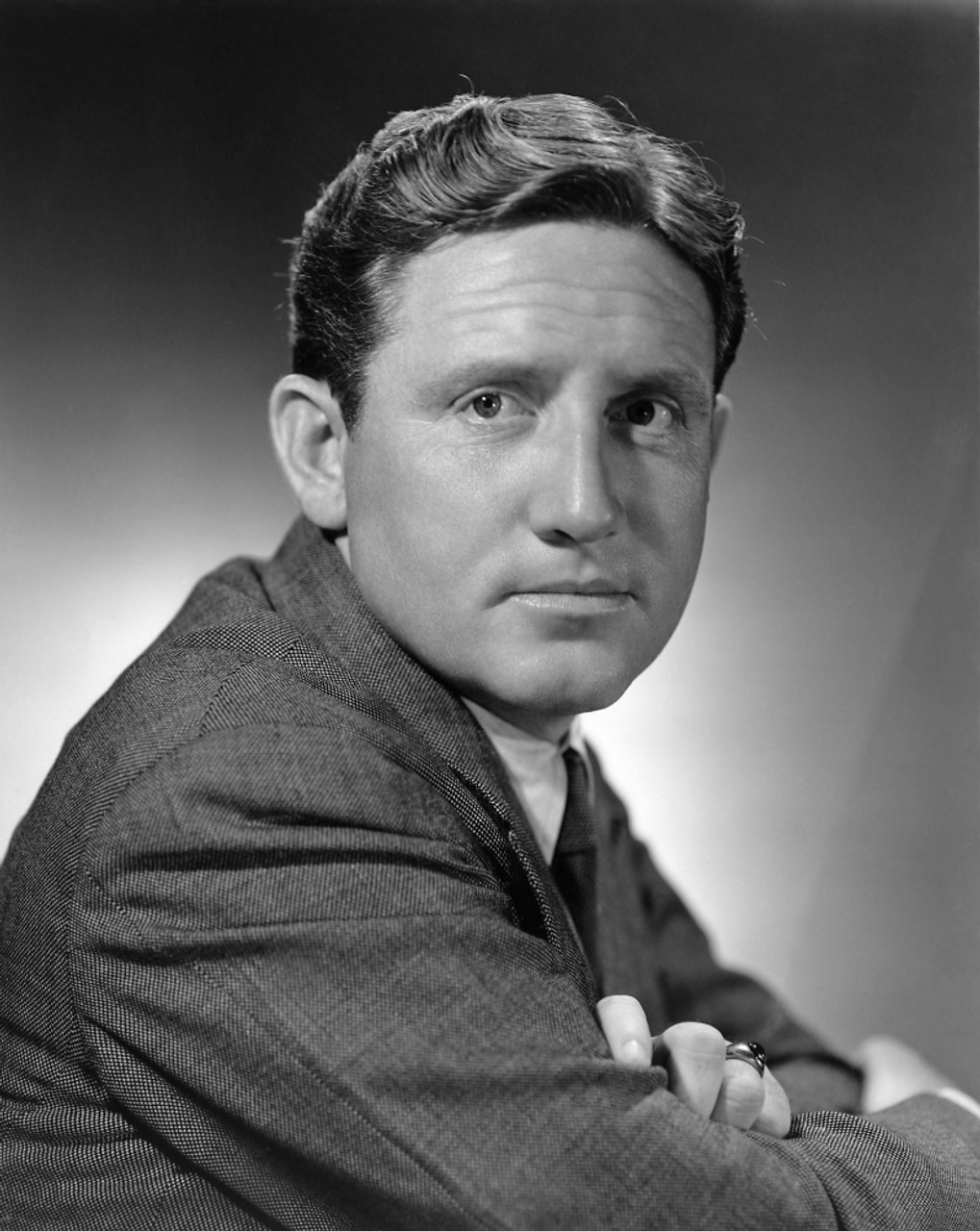
Tracy, c. 1935

Tracy tenía una sólida reputación entre sus colegas del gremio y recibió muchos elogios de la industria. Después de su muerte, el presidente de MGM Dore Schary dijo que "no hay duda de que [Tracy] fue el mejor y más proteico actor de nuestra pantalla". También fue nombrado muchas veces por el gran actor de su generación Clark Gable, James Cagney, Humphrey Bogart, John Ford, Garson Kanin, y Katharine Hepburn. El actor Richard Widmark, que idolatraba a Tracy, le calificó como "el mejor actor de cine que nunca haya existido" y dijo que "había aprendido más de interpretación viendo a Tracy que de cualquier otra manera". La actriz y gran amiga de Tracy, Gene Tierney (con quién compartió cartel en La aventura de Plymouth) dijo de él: "es el mejor actor cinematográfico de la época". 
Tracy fue respetado por su naturalidad ante la pantalla. Hume Cronyn, que trabajó con él en The Seventh Cross, admiraba su presencia en pantalla: "Su método parecía ser tan simple como difícil de lograr. Parecía no hacer nada. Escuchaba, sentía, decía las palabras sin forzar nada". Joan Crawford también expresó su admiración por las actuaciones aparentemente sin esfuerzo de Tracy, afirmando que fue "inspirador" coprotagonizar con él y que "la suya es tan simple de interpretación, tal naturalidad y humor [...] que camina a través de una escena [y] hace que parezca tan fácil ". Su compañera en cuatro producciones Joan Bennett dijo que ella "nunca había tenido la sensación de que estaba 'actuando' en una escena, pero la verdad es que estaba sucediendo, de manera espontánea, en el momento en que él decía sus líneas". 
Cagney señaló que Tracy rara vez era el objetivo de los impresionistas porque "no se puede imitar la reserva y el control muy bien [...] no hay nada que imitar excepto su genio y eso no se puede imitar".
Tracy fue elogiado por su habilidad para escuchar y reaccionar; Barry Nelson dijo que "llevó el arte de reaccionar a una nueva altura", mientras que Stanley Kramer declaró que él "pensó y escuchó mejor que nadie en la historia del cine". Millard Kaufman comentó que Tracy "escuchaba con cada fibra de todo su cuerpo". En sus memorias, Burt Reynolds notó el énfasis de Tracy en el naturalismo cuando, como actor novato, observó a Tracy en el set de "Inherit the Wind". Más tarde, Reynolds se presentó a Tracy como actor y Tracy respondió: "Un actor, ¿eh? Solo recuerda no dejar que nadie se dé cuenta."
A pesar de la percepción de que podía asistir a una sesión y actuar sin esfuerzo, los conocidos de Tracy dijeron que se preparaba cuidadosamente para cada papel en privado. Joseph L. Mankiewicz vivió con él durante la producción de "Test Pilot", y contó que Tracy se encerraba en su habitación "trabajando muy duro" cada noche. Muchos compañeros de trabajo comentaron sobre su sólida ética de trabajo y profesionalidad. Sin embargo, no le gustaba ensayar y rápidamente perdía su "efectividad" después de rodar dos o tres tomas de la misma escena. Kanin lo describió como "un jugador instintivo, que confiaba en el momento de la creación ". Un íntimo amigo de Tracy Chester Erskine señaló su estilo de actuación como uno de "selección", afirmando que se esforzó por dar tan poco como era necesario para ser eficaz y alcanzó "un mínimo para hacer el máximo".
A Tracy no le gustaba que le preguntaran sobre su técnica o qué consejo daría a los demás. A menudo menospreciaba la profesión de actor, una vez le dijo a Kanin: "¿Por qué los actores piensan que son tan malditamente importantes? No lo son. Actuar no es un trabajo importante en el esquema de las cosas. La fontanería sí lo es". También fue humilde acerca de sus habilidades, y le dijo a un periodista: "Simplemente no intento trucos. Sin perfil. Sin acto de 'gran amante'; ... Simplemente me proyecto como soy: simple, tratando de ser honesto". Era conocido por haber disfrutado de la broma que una vez hizo a Alfred Lunt, "El arte de actuar es: ¡aprende tus líneas y no choques con los muebles!" Hepburn, en una entrevista seis años después de la muerte de Tracy, sugirió que el actor deseaba haber tenido una profesión diferente.

## Filmografía
| - The Hard Guy (corto), de Arthur Hurley (1930) - The Strong Arm, de Edmund Joseph (1930) - Taxi Talks (corto), de Roy Mack (1930) - Río arriba (Up the River), de John Ford (1930) - Quick Millions, de Rowland Brown (1931) - Goldie, de Benjamin Stoloff (1931) - Six Cylinder Love, de Thornton Freeland (1931) - Quería un millonario (She Wanted a Millionaire), de John G. Blystone (1932) - Sky Devils, de A. Edward Sutherland (1932) - Conducta desordenada o policías frescos (Disorderly Conduct), de John W. Considine Jr. (1932) - Sangre joven, de Frank Borzage (1932) - Chica bien (Society Girl), de Sidney Lanfield (1932) - La mujer pintada (The Painted Woman), de John G. Blystone (1932) - Mi chica y yo (Me and My Gal), de Raoul Walsh (1932) - 20 000 años en Sing Sing (20 000 Years in Sing Sing), de Michael Curtiz (1933) - Face in the Sky, de Harry Lachman (1933) - La ley del talión (The Mad Game), de Irving Cummings (1933) - Poder y gloria (The Power and the Glory), de William K. Howard (1933) - Fueros humanos (Man's Castle), de Frank Borzage (1933) - La locura de Shanghai (Shanghai Madness), de John G. Blystone (1933) - The Show-Off (El fanfarrón), de Charles Reisner (1934) - Bottoms Up (Hollywood conquistado), de David Butler (1934) - Now I'll Tell, de Edwin J. Burke (1934) - Looking For Trouble (Una avería en la línea), de William Wellman (1934) - María Galante, de Henry King (1934) - La nave de Satán (Dante's Inferno), de Harry Lachman (1935) - It's a Small World, de Irving Cummings (1935) - La voz que acusa (The Murder Man), de Tim Whelan (1935) - Flor de arrabal (Riffraff), de J. Walter Ruben (1935) - Jaque al rey (Whipsaw), de Sam Wood (1935) - Furia (Fury), de Fritz Lang (1936) - San Francisco, de W.S. Van Dyke (1936) - Una mujer difamada (Libeled Lady), de Jack Conway (1936) - They Gave Him a Gun, de W. S. Van Dyke (1937) - Capitanes intrépidos (Captains Courageous), de Victor Fleming (1937) - Big City, de Frank Borzage y George B. Seitz (no acreditado) (1937) - Forja de hombres (Boys Town) de Norman Taurog (1938) - Maniquí (Mannequin), de Frank Borzage (1938) - Piloto de pruebas (Test Pilot), de Victor Fleming (1938) | - El explorador perdido (Stanley and Livingstone), de Henry King y Otto Brower (1939) - Esta mujer es mía (I Take This Woman), de W. S. Van Dyke y Frank Borzage (no acreditado) (1940) - Paso al Noroeste (Northwest Passage), de King Vidor (1940) - Edison, el hombre (Edison, the Man), de Clarence Brown (1940) - Fruto dorado (Boom Town), de Jack Conway (1940) - La ciudad de los muchachos (Men of Boys Town), de Norman Taurog (1941) - El extraño caso del doctor Jekyll, de Victor Fleming (1941) - La mujer del año (Woman of the Year), de George Stevens (1942) - La vida es así (Tortilla Flat), de Victor Fleming (1942) - La llama sagrada (Keeper of the Flame), de George Cukor (1942) - Dos en el cielo (A Guy Named Joe), de Victor Fleming (1943) - La séptima cruz (The Seventh Cross), de Fred Zinnemann (1944) - Treinta segundos sobre Tokio (Thirty seconds over Tokyo), de Mervyn LeRoy (1944) - Sin amor (Without Love), de Harold S. Bucquet (1945) - Mar de hierba (The Sea of Grass), de Elia Kazan (1947) - Dos edades del amor (Cass Timberlane), de George Sidney (1947) - El estado de la Unión (State of the Union), de Frank Capra (1948) - Edward, mi hijo (Edward, My Son), de George Cukor (1949) - Malaca, de Richard Thorpe (1949) - La costilla de Adán (Adam's Rib), de George Cukor (1949) - El padre de la novia (Father of the Bride), de Vincente Minnelli (1950) - El padre es abuelo (Father's Little Dividend), de Vincente Minnelli (1951) - El caso O'Hara (The People Against O'Hara), de John Sturges (1951) - La impetuosa (Pat and Mike), de George Cukor (1952) - La aventura de Plymouth (Plymouth Adventure), de Clarence Brown (1952) - La actriz (The Actress), de George Cukor (1953) - Lanza rota (Broken Lance), de Edward Dmytryk (1954) - Conspiración de silencio (Bad Day at Black Rock), de John Sturges (1955) - La montaña siniestra (The Mountain), de Edward Dmytryk (1956) - Su otra esposa (Desk Set), de Walter Lang (1957) - El viejo y el mar (The Old Man and the Sea), de John Sturges (1958) - El último hurra (The last Hurrah), de John Ford (1958) - La herencia del viento (Inherit the Wind), de Stanley Kramer (1960) - El diablo a las cuatro (The Devil at 4 O'Clock), de Mervyn LeRoy (1961) - ¿Vencedores o vencidos? (Judgment at Nuremberg), de Stanley Kramer (1961) - La conquista del Oeste (How the West Was Won), de Henry Hathaway, John Ford, George Marshall y Richard Thorpe (narrador) (1962) - El mundo está loco, loco, loco (It's a Mad, Mad, Mad, Mad World), de Stanley Kramer (1963) - Adivina quién viene esta noche (Guess Who's Coming to Dinner), de Stanley Kramer (1967) |

## Premios y distinciones
Premios Óscar
| Año  | Categoría   | Película                     | Resultado |
| ---- | ----------- | ---------------------------- | --------- |
| 1937 | Mejor actor | San Francisco                | Nominado  |
| 1938 | Mejor actor | Capitanes intrépidos         | Ganador   |
| 1939 | Mejor actor | Forja de hombres             | Ganador   |
| 1951 | Mejor actor | El padre de la novia         | Nominado  |
| 1956 | Mejor actor | Conspiración de silencio     | Nominado  |
| 1959 | Mejor actor | El viejo y el mar            | Nominado  |
| 1961 | Mejor actor | Inherit the Wind             | Nominado  |
| 1962 | Mejor actor | Vencedores o vencidos        | Nominado  |
| 1968 | Mejor actor | Guess Who's Coming to Dinner | Nominado  |

Premios BAFTA
| Año  | Categoría              | Película                     | Resultado |
| ---- | ---------------------- | ---------------------------- | --------- |
| 1954 | Mejor actor extranjero | La actriz                    | Nominado  |
| 1957 | Mejor actor extranjero | La montaña siniestra         | Nominado  |
| 1959 | Mejor actor extranjero | El último hurra              | Nominado  |
| 1961 | Mejor actor extranjero | Inherit the Wind             | Nominado  |
| 1969 | Mejor actor            | Guess Who's Coming to Dinner | Ganador   |

Premios Globo de Oro
| Año  | Categoría           | Película                     | Resultado |
| ---- | ------------------- | ---------------------------- | --------- |
| 1953 | Mejor actor — Drama | La actriz                    | Ganador   |
| 1958 | Mejor actor — Drama | El viejo y el mar            | Nominado  |
| 1960 | Mejor actor — Drama | Inherit the Wind             | Nominado  |
| 1967 | Mejor actor — Drama | Guess Who's Coming to Dinner | Nominado  |

Festival Internacional de Cine de Cannes
| Año  | Categoría            | Película                 | Resultado |
| ---- | -------------------- | ------------------------ | --------- |
| 1955 | Mejor interpretación | Conspiración de silencio | Ganador   |